# Телец (хан Болгарии)
Телец (болг. Телец; около 730—765) — хан Болгарии из рода Угаин с 762 по 765 год.

## Биография
В «Именнике болгарских ханов» о Телеце написано: «И сий иного рода». Он правил во времена кризиса Болгарского государства во второй половине VIII века.
Хан Телец, происхождение которого неизвестно, был молодым человеком, знаменитым среди болгар своей смелостью и буйным нравом. Согласно византийским историкам патриарху Никифору и Феофану Исповеднику, он пришёл к власти в результате восстания. На стороне старого правителя и старой династии, видимо, выступала значительная часть славянского населения Болгарии вместе со своими «архонтами». Сразу после победы Телеца происходит массовое (Никифор называет цифру 200 000) переселение славян в византийскую Вифинию, где до этого в 688—689 годах славян уже расселял Юстиниан II.
При помощи боеспособной и хорошо вооруженной армии Телец стал опустошать византийские провинции. Император Константин V быстро собрал войска и организовал поход, чтобы наказать «молодого и самонадеянного» болгарского хана. 16 июня 763 года Константин V вывел войско из Константинополя и расположился около крепости Анхиало. С моря его поддерживал византийский флот в составе восьмиста кораблей, перевозивших по 12 всадников каждый. Хан Телец собрал войско из протоболгар и привлек в качестве союзников 20 000 славян. Он разместил армию в проходах Балкан и там планировал атаковать византийцев, используя труднодоступную местность: и славяне, и протоболгары умели воевать в таких местностях, что не раз доказывали побеждая более многочисленных врагов. Однако самонадеянность хана подтолкнула его вывести войска из проходов и дать решительное сражение византийцам на Анхиалском поле. Утром 30 июня битва началась и была весьма ожесточенной. Никто не собирался отступать, но к концу дня часть славян в составе болгарского войска перешла на сторону императора. Это решило исход сражения, и Телец бежал. Византийская армия захватила большое количество пленных, а Константин V отпраздновал триумф в столице.
После такого поражения болгары восстали и Телец был убит. Престол занял хан Сабин.